# فرجينيا جاكسون
فرجينيا جاكسون (بالإنجليزية: Virginia Jackson)‏ هي مُدرسة أمريكية، ولدت في 20 يوليو 1956.